# John David Bland
John David Bland (22 de octubre de 1963 -  Los Ángeles, California, EE. UU., 31 de agosto de 1998)  fue un actor. Consiguió su mayor notoriedad en la serie Calor Tropical (1991) interpretando el papel de Ian Stewart.

## Bíografía
Debutó en el cine como secundario en la comedia Harvard, movida americana (1987). Apareció luego como actor invitado en varias series. Posteriormente Bland fue conocido por su aparición en las series Bajo el sol de California (1990), Calor Tropical (1991) y en la película Tank Girl (1995). Esa película fue su último trabajo como actor.
Murió el 31 de agosto de 1998 en Los Ángeles, California, EE. UU.

## Filmografía (Selección)

### Películas
- 1986: Harvard: movida americana (Soul Man)
- 1990: Tormenta (Storm and Sorrow; película para televisión)
- 1995: Tank Girl

### Series
- 1988: Supercarrier (8 episodios)
- 1990: Bajo el sol de California (Knots Landing; 3 episodios)
- 1991: Calor Tropical (Tropical Heat; 22 episodios)